# Furacão Dolly (2008)
O furacão Dolly foi um ciclone tropical que fez landfall no extremo sul do Texas, Estados Unidos. Dolly foi o quarto ciclone tropical e o segundo furacão a se formar durante a temporada de furacões no Atlântico de 2008. Dolly desenvolveu-se em 20 de julho de uma área de distúrbios meteorológicos em associação a uma forte onda tropical. O sistema ganhou o nome Dolly ao mesmo tempo no qual se formou - não tendo a fase de depressão tropical já que a onda tropical precursora já apresentava ventos equivalentes a uma tempestade tropical. Isto marca a formação mais antecipada do quarto ciclone tropical dotado de nome numa temporada de furacões desde a temporada de 2005, que detém o recorde.
A tempestade tropical fez landfall na Península de Iucatã perto de Cancún no começo da madrugada (UTC) de 21 de julho, deixando pelo menos 17 pessoas mortas na Guatemala. e uma pessoa em Iucatã, México. Dolly seguiu para o golfo do México e se fortaleceu, tornando-se um furacão de categoria 1, seguindo para noroeste e fazendo um novo landfall como um forte furacão de categoria 1 em 23 de julho em South Padre Island, com ventos de até 140 km/h. Isto faz de Dolly o sistema mais intenso a fazer landfall nos Estados Unidos desde o furacão Wilma em 2005. A tempestade causou a interrupção do fornecimento de eletricidade no Texas, assim como 125.000 em Tamaulipas, México, e provocou chuvas acumuladas de até 410 mm em áreas isoladas. correntes de retorno por toda a costa do golfo dos Estados Unidos resultaram no afogamento de uma pessoa no Panhandle da Flórida. A tempestade não causou mortes no Texas, embora três fossem feridos, e causou danos estimados em 1,52 bilhões de dólares (valores em 2008). Áreas de instabilidade meteorológica remanescentes de Dolly causaram duas mortes em Novo México.

## História meteorológica

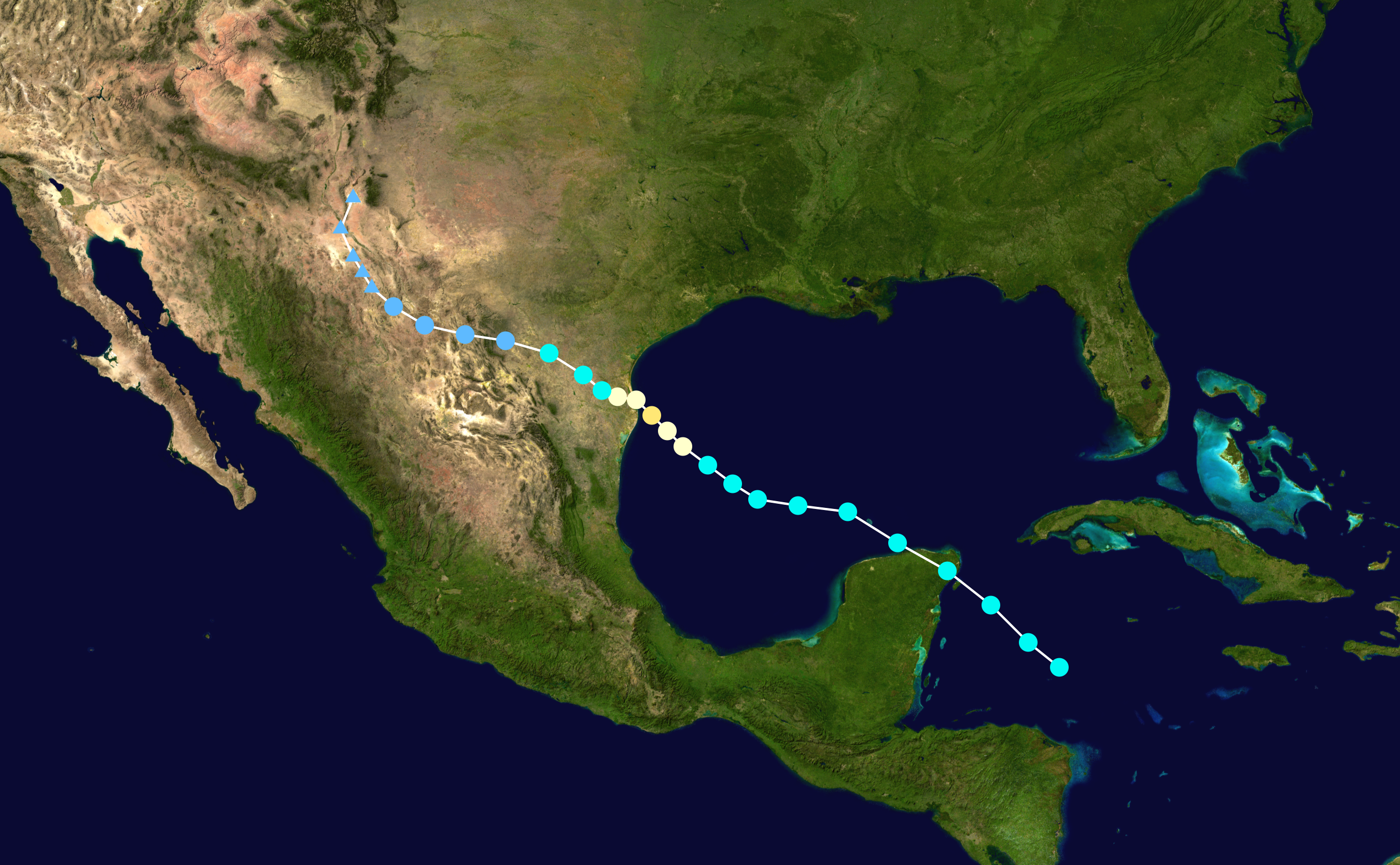
O caminho de Dolly

Uma área de distúrbios meteorológicos formou-se sobre o Atlântico norte tropical a cerca de 2600 km (1.600 milhas) a leste da porção sul das Pequenas Antilhas em 13 de julho em associação a uma onda tropical. A onda seguiu para o mar do Caribe durante a terceira semana de Julho. Apesar de produzir fortes áreas de convecção atmosférica e ventos sustentados equivalentes a uma tempestade tropical, o sistema falhou em desenvolver uma circulação ciclônica de baixos níveis até 20 de julho. Naquela manhã, um avião de reconhecimento encontrou uma circulação ciclônica de baixos níveis e o sistema foi identificado como um ciclone tropical pelo Centro Nacional de Furacões (NHC). Os dados do avião de reconhecimento mostraram que a tempestade tinha ventos máximos sustentados excedendo a 34 nós (63 km/h, 39 mph), limite para ser considerado uma tempestade tropical. Além disso, dados de boias corroboraram que o sistema estava produzindo ventos nesta velocidade ao nível do mar; então o NHC declarou o sistema como uma tempestade tropical - suprimindo o estágio de depressão tropical - e dando-lhe o nome Dolly.
Naquele momento, Dolly estava localizada a cerca de 435 km (270 mi) a leste de Chetumal, México, e a cerca de 365 km (230 mi) a sudeste da ilha turística de Cozumel; era esperado que a tempestade tropical fizesse landfall mais tarde naquele dia. Naquele momento em que Dolly estava se aproximando do estado mexicano de Quintana Roo, cerca de 100.000 turistas estavam no estado, e 45.000 deles em Cancún. Originalmente, era previsto pelo Serviço Meteorológico Nacional do México que a tempestade iria fazer landfall entre Playa del Carmen e Tulum. Entretanto, assim que a tempestade aproximava-se da costa de Quintana Roo, perdeu sua organização e seu centro ciclônico de baixos níveis desapareceu. Quando a tempestade estava para atingir a península de Iucatã, começou a se organizar novamente e um novo centro ciclônico de baixos níveis formou-se sob as intensas áreas de convecção no setor setentrional da tempestade. De fato, isto causou à tempestade a seguir brevemente e paralelamente à, mudando o ponto do primeiro landfall de Dolly para norte de Cancún. A mudança de rota também manteve as principais áreas de tempestades a ficarem sobre água, reduzindo seu impacto na península de Iucatã.
Após seguir para o golfo do México, as condições meteorológicas ficaram favoráveis para uma intensificação adicional, com baixo cisalhamento do vento e com águas mais quentes. A partir de 21 de julho, Dolly fortaleceu-se continuamente e na tarde de 22 de julho, Dolly tornou-se um furacão de categoria 1 na escala de furacões de Saffir-Simpson. Naquele momento, a tempestade localizava-se a cerca de 265 km (165 mi) a leste-sudeste de Brownsville, Estados Unidos. A intensificação continuou firmemente naquela noite e durante a manhã de 23 de julho, momento em que Dolly alcançou a intensidade equivalente a um furacão de categoria 2 enquanto estava logo a leste do Vale do Rio Grande, com ventos excedendo 160 km/h e com uma pressão mínima central de 963 mbar. Às 18:00 (UTC) do mesmo dia, Dolly fez landfall em South Padre Island, Texas, com ventos de até 140 km/h. Dolly então seguiu para oeste-noroeste sobre Laguna Madre, chegando ao continente, de fato, perto da divisa entre os condados texanos de Cameron e Willacy. South Padre Island, Port Isabel, Laguna Vista, Bayview, Brownsville, San Benito, Rio Hondo, Arroyo Gardens-La Tina Ranch e especialmente Harlingen sofreram com fortes ventos e severas enchentes. Dolly então seguiu para a região do delta do Rio Grande, seguindo ao norte e paralelamente à Auto-estrada do Estado do Texas 107, provocando mais chuvas e ventos. Cidades como Santa Rosa, La Villa, Edcouch, Elsa, Monte Alto e San Carlos foram atingidos pelo furacão lento e chuvoso, que provocou 250 a 500 mm de chuva em áreas isoladas. De acordo com um jornal local, o Aeroporto de Weslaco registrou rajadas de vento de 125 km/h. Dolly enfraqueceu-se para uma tempestade tropical a oeste da cidade de San Manuel-Linn, durante o final da noite (UTC) de 23 de julho, e posteriormente para uma depressão tropical, assim que seguia lentamente sobre o nordeste do México. A depressão degenerou-se numa área de baixa pressão remanescente sobre o norte do México na tarde de 25 de julho e então seguiu novamente para os Estados Unidos, passando pela área metropolitana de Ciudad Juárez, México, e El Paso (Texas) na manhã de 26 de julho e então pelo Novo México. A área de baixa pressão remanescente de Dolly finalmente começou a se dissipar no final da noite (UTC) de 27 de julho a aproximadamente 100 km (62 mi) a oeste-noroeste de Dalhart.

## Preparativos

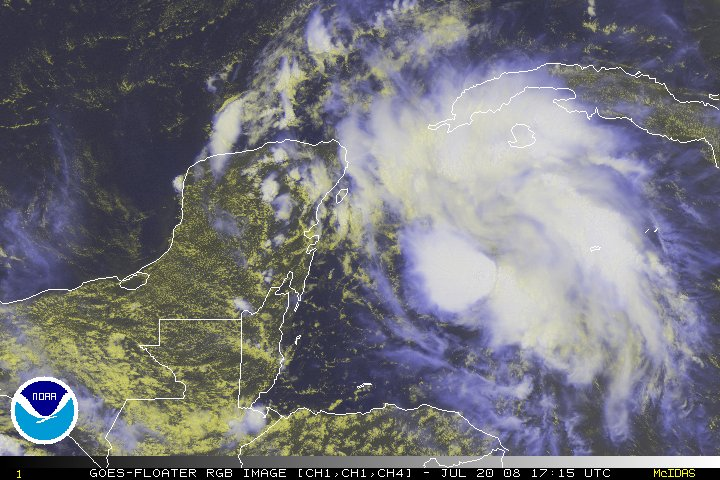
Dolly, pouco depois de ter se tornado uma tempestade tropical

Em 20 de julho, o governo do México emitiu um aviso de tempestade tropical para a península de Iucatã, entre Campeche à fronteira com Belize. Poucas horas depois, o governo de Belize emitiu um alerta de tempestade tropical entre Belize à fronteira com o México.
Naquela mesma manhã (UTC), as autoridades da defesa civil em Chetumal declarou um "alerta azul" para todo o estado devido à aproximação da tempestade. Este alerta foi elevado para um "alerta laranja" naquela tarde, e para um "alerta vermelho" naquela noite (UTC). Em Cozumel, o serviço de balsa que conecta a ilha à península foi suspenso e o governo local suspendeu a venda de bebidas alcoólicas e pediu aos residentes a ficarem em suas residências após as 18:00 (horário local). O governo estadual também ordenou a retirada de 1.000 pessoas das ilhas de Banco Chinchorro e Punta Allen. e evacuações também foram ordenados em Tulum. Mais tarde, uma ordem de evacuação também foi executada na Ilha Holbox. Com isso, o número total de pessoas retiradas chegou a 2.000. No município de Solidaridad, 238 pessoas foram colocadas em abrigos emergenciais como prevenção à chegada da tempestade. Ao todo, cinco abrigos emergenciais ficaram disponíveis para a população, mas somente uma dentre três famílias usaram-os. O governo estadual de Iucatã emitiu um alerta azul, seguido por um alerta laranja quando a tempestade se aproximou do estado.

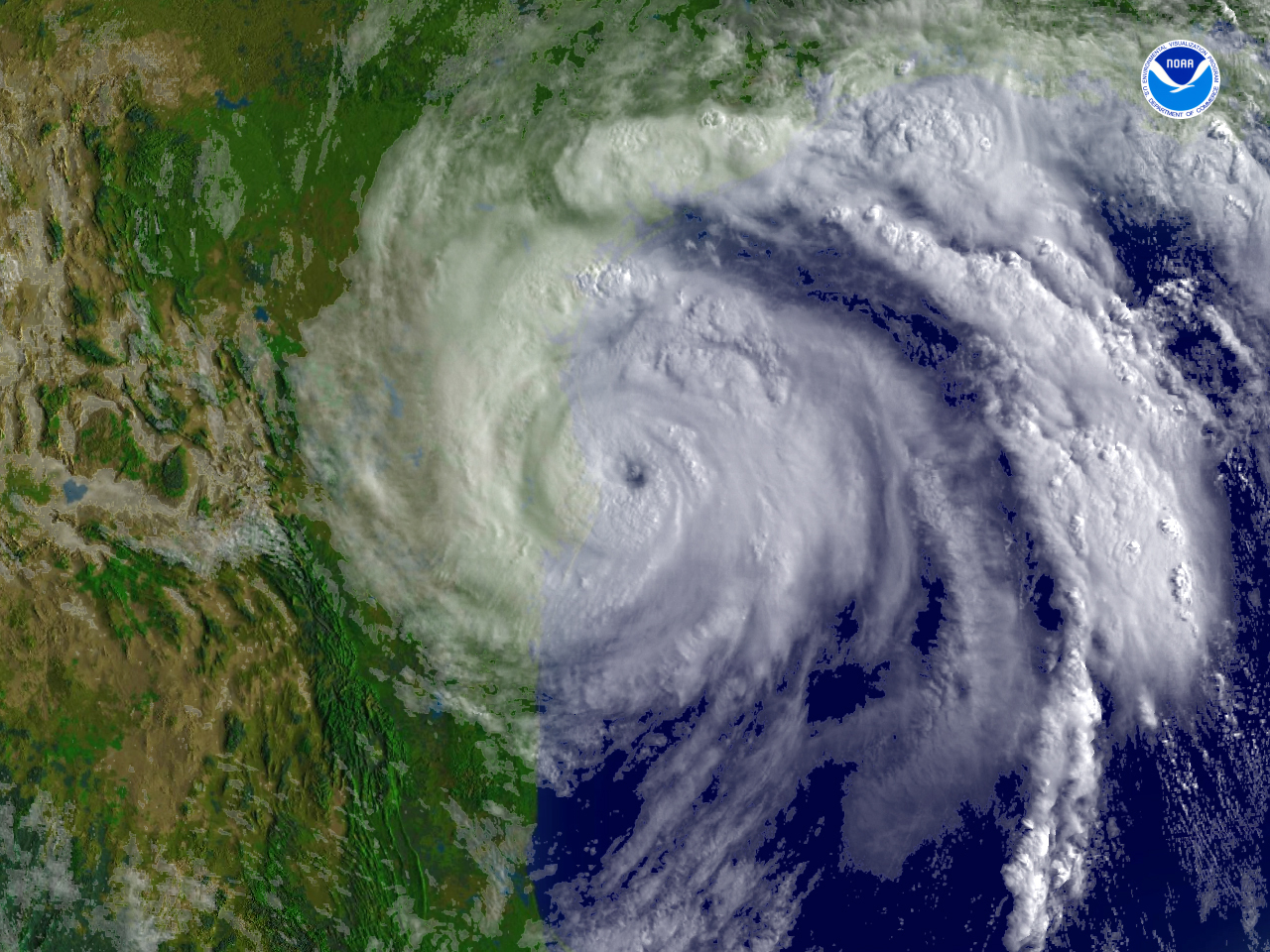
Dolly pouco depois de ter sido classificado como um furacão

Após Dolly adentrar o golfo do México em 21 de julho, o Centro Nacional de Furacões e o governo do México emitiram alertas de furacão para a costa entre a foz do Rio San Fernando, no estado mexicano de Tamaulipas, e Port O'Connor. Naquele momento, um aviso de tempestade tropical foi emitido para a costa do Texas entre Port O'Connor e a passagem de San Luis e para a costa do golfo mexicana, entre a foz do rio San Fernando e La Pesca, ainda em Tamaulipas. Às 03:00 (UTC) de 22 de julho, os alertas de furacão e de tempestade tropical no México e nos Estados Unidos foram elevados para avisos de furacão e de tempestade tropical, respectivamente. Ao mesmo tempo, o governo do México emitiu um alerta de furacão para a costa entre a foz do rio San Fernando e La Pesca.
No golfo do México, a Royal Dutch Shell retirou 125 pessoas de suas plataformas petrolíferas em 20 de julho, e retirou mais 60 no dia seguinte. A Diamond Offshore Drilling também retirou colaboradores não-essenciais de algumas de suas plataformas petrolíferas, e a Rowan Companies também evacuou uma de suas oito plataformas petrolíferas no golfo. Também em 21 de julho, a Chevron anunciou que estava retirando alguns de seus trabalhadores de suas plataformas petrolíferas no golfo, mas não divulgou quantos foram removidos. Em 22 de julho, a BP anunciou a evacuação de colaboradores não-essenciais de duas de suas plataformas petrolíferas, e em 23 de Julho, a Petróleos Mexicanos retirou 66 pessoas de uma de suas plataformas petrolíferas. Apesar disto, não se esperava ser afetada a produção de petróleo devido a Dolly.
No Texas, o governador do Texas, Rick Perry, ativou 1.200 membros das Forças militares do Texas, entre outros colaboradores emergenciais. Perry também ordenou a 250 ônibus a permanecerem em San Antonio para que fossem eventualmente ser usados em evacuações no caso de alguma necessidade. Perry declarou 14 condados do estado como áreas de desastre em 22 de Julho. O departamento de transportes do Texas chegou a anunciar contratos de construção emergencial no vale do rio Grande no caso das rodovias serem severamente afetadas pela tempestade. Autoridades emergenciais do condado de Cameron pediu aos residentes que vivem ao longo do rio Grande a saírem devido à ameaça do rompimento de diques no caso do rio transbordar. As autoridades do porto de Brownsville também decidiram fechar o port à meia-noite de Quarta-feira, 23 de julho, até a meia-noite de sexta-feira, 25 de julho. A Marinha dos Estados Unidos retirou 104 aeronaves do Campo Truax e remanejou-os para bases mais distantes da costa e a Immigration and Customs Enforcement evacuou todo o seu centro penitenciário em Port Isabel.
Em 21 de julho, o estado mexicano de Veracruz pôs 166 municípios em alerta preventivo e esperava que a tempestade poderia piorar as enchentes já existentes. Em Tamaulipas, as autoridades estaduais puseram os municípios de Soto la Marina, San Fernando, Matamoros, Valle Hermoso, Río Bravo e Reynosa em alerta e também prepararam abrigos emergenciais. Mais tarde, em 22 de julho, foi planejado a evacuação de mais de 22 000 pessoas de Matamoros, Soto la Marina e San Fernando; No entanto, destes, somente cerca de 13.000 seguiram a ordem de evacuação e foram postos em 21 abrigos emergenciais. 15 abrigos emergenciais - com capacidade para abrigar cerca de 4.500 - foram ativados em Reynosa. Na noite de 22 de Julho, o governo federal mexicano, através da secretaria de governo (SEGOB), declarou estado de emergência em 17 municípios, tornando-os capazes de receber fundos de assistência federais. A SEGOB também ordenou a 600 membros do Exército mexicano e 350 membros da Marinha mexicana a ficarem em Tamaulipas, um número que mais tarde subiu para 4.800 militares, além da polícia. Mais distante da costa, em 21 de julho, o governo estadual de Nuevo León começou a preparar 300 abrigos emergenciais no estado. e o governo estadual de Coahuila anunciou um estado de alerta no dia seguinte. Em 23 de julho, as autoridades de Coahuila emitiram um alerta laranja devido ao risco de enchentes provocadas pela área de baixa pressão remanescente de Dolly e ativou 2.000 militares e policiais no estado.

## Impactos

### América Central, Cuba e Península de Iucatã
Na Guatemala, as chuvas associadas a Dolly causaram deslizamentos de terra e no mínimo 17 mortes, sendo que 12 de uma única família foram mortos perto de La Unión no departamento de Zacapa, além de quatro de outra família em San Pedro Soloma, Huehuetenango. Outra pessoa se afogou quando tentava atravessar o rio Punilá, em La Unión, que estava transbordado. Antes de Dolly fazer landfall na península de Iucatã, Dolly causou fortes chuvas no oeste de Cuba, primeiramente nas províncias de Isla de la Juventud, Pinar del Río e La Habana. No México, não houve nenhuma fatalidade no estado de Quintana Roo devido à passagem da tempestade, e nenhum grande dano foi relatado em Cancún; no entanto, a cidade relatou ressacas significativas. Quatro pescadores ficaram desaparecidos após Dolly ter passado sobre a península de Iucatã e um deles foi encontrado morto na praia perto de Puerto Progreso, Iucatã.

### Estados Unidos e norte do México
A tempestade contribuiu para o aumento de 2,16 dólares nos contratos de futuros de petróleo na New York Mercantile Exchange em 21 de julho. embora os preços tenham caído novamente depois que Dolly se mostrou a não atingir a maioria das plataformas petrolíferas do golfo. O Serviço de Gerenciamento de Minerais (MMS) indicou que Dolly fez cair em 4,66% a produção total de petróleo e em 5,13% a produção total de gás natural.
Nos Estados Unidos, o presidente George W. Bush declarou 15 condados do Texas como área de desastre federal. Considera-se que o furacão Dolly seja o mais destrutivo furacão a atingir o vale do Rio Grande desde 1941; a última tempestade com tal intensidade foi o furacão Beulah em 1967, mas Beulah não foi mais danoso, embora fosse mais mortífero. Nenhuma morte foi registrada no Texas como decorrência da passagem do furacão, mas um garoto foi ferido após cair sete andares de um terraço em South Padre Island. No começo da madrugada de 23 de julho, o telhado de um complexo de apartamentos foi parcialmente destruída em South Padre Island. Mais de 13.000 pessoas no condado de Cameron, Texas, ficaram sem o fornecimento de eletricidade. No local do landfall de Dolly, os ventos máximos sustentados chegaram a 160 km/h, sendo que rajadas de 195 km/h foram registradas. Os ventos e as chuvas mais fortes de Dolly estavam primeriamente no lado ocidental e sul da parede do olho. Um sino de um hotel foi lançado para longe devido aos ventos do furacão. Residentes de Brownsville relataram ganhos de árvores caídos, entre outros pequenos danos. Além disso, no mínimo dois tornados foram relatados no condado de San Patricio, bem ao norte da localização do landfall. Um deles derrubou árvores, destelhou residências e danificou fracas estruturas. Ao meio-dia (UTC) de 23 de julho, a tempestade tinha deixado 36.000 residentes no sul do Texas sem o fornecimento de eletricidade, um número que aumentou para 61.000 às 15:00, e para 122.000 às 18:00.  No auge do desastre natural, cerca de 155.000 residências ficaram sem eletricidade.

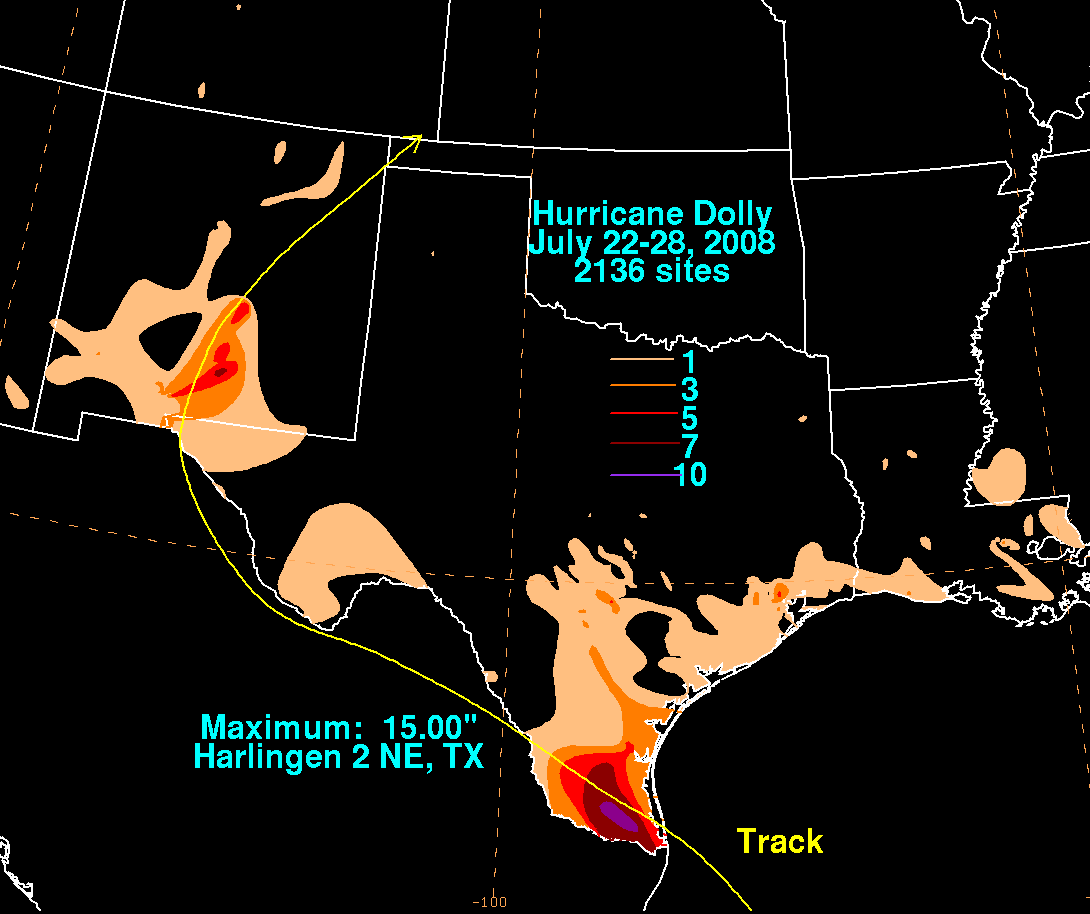
Mapa mostrando a precipitação acumulada associada a Dolly

O governador do Texas, Rick Perry, declarou 14 condados no sul do Texas como área de desastre. Os danos foram inicialmente estimados em 600 milhões de dólares (Valores em 2008), sendo que os danos totais foram estimados em aproximadamente 1,2 bilhão de dólares no estado (sendo que a maior parte na agricultura). Era esperado que as plantações de algodão no vale do Rio Grande estivessem totalmente perdidas. Após se enfraquecer para uma tempestade tropical, Dolly gerou outro tornado perto de Poth no começo da madrugada de 24 de julho, provocando apenas danos mínimos. Perto do meio-dia de 24 de Julho, um tornado EF0 formou-se na parte sul do centro de San Antonio perto da ligação entre a Interstate 10 e a Intersate 37. Danos significativos foram relatados na área, sendo que vários prédios comerciais perderam seus telhados e numerosas residências foram danificadas. Danos também foram relatados na Windcret Tower. Cerca de 1.500 pessoas ficaram sem o fornecimento de eletricidade na região. enchentes de curta duração causadas pela área de baixa pressão remanescente de Dolly ocorreram em El Paso, Texas, em 26 de julho: uma pessoa foi morta numa porção adjacente do Novo México de um acidente de trânsito atribuído ao mau tempo. Enchentes de curta duração adicionais e o transbordamento do Rio Ruidoso em Sacramento Mountains, no Novo México, ocorreram na manhã (UTC) de 27 de Julho; mais de 150 mm de chuva foram registrados em associação à área de baixa pressão remanescente de Dolly: centenas de turistas, campistas e residentes tiveram que ser retirados e a tempestade causou danos à pista de corrida de Ruidoso Downs. Uma pessoa foi morta pelas enchentes do rio Ruidoso, aproximadamente 900 pessoas precisaram ser resgatadas e aproximadamente 500 estruturas foram danificadas e os danos iniciais estimados em Ruidoso, Novo México, variavam entre 15 a 20 milhões de dólares.

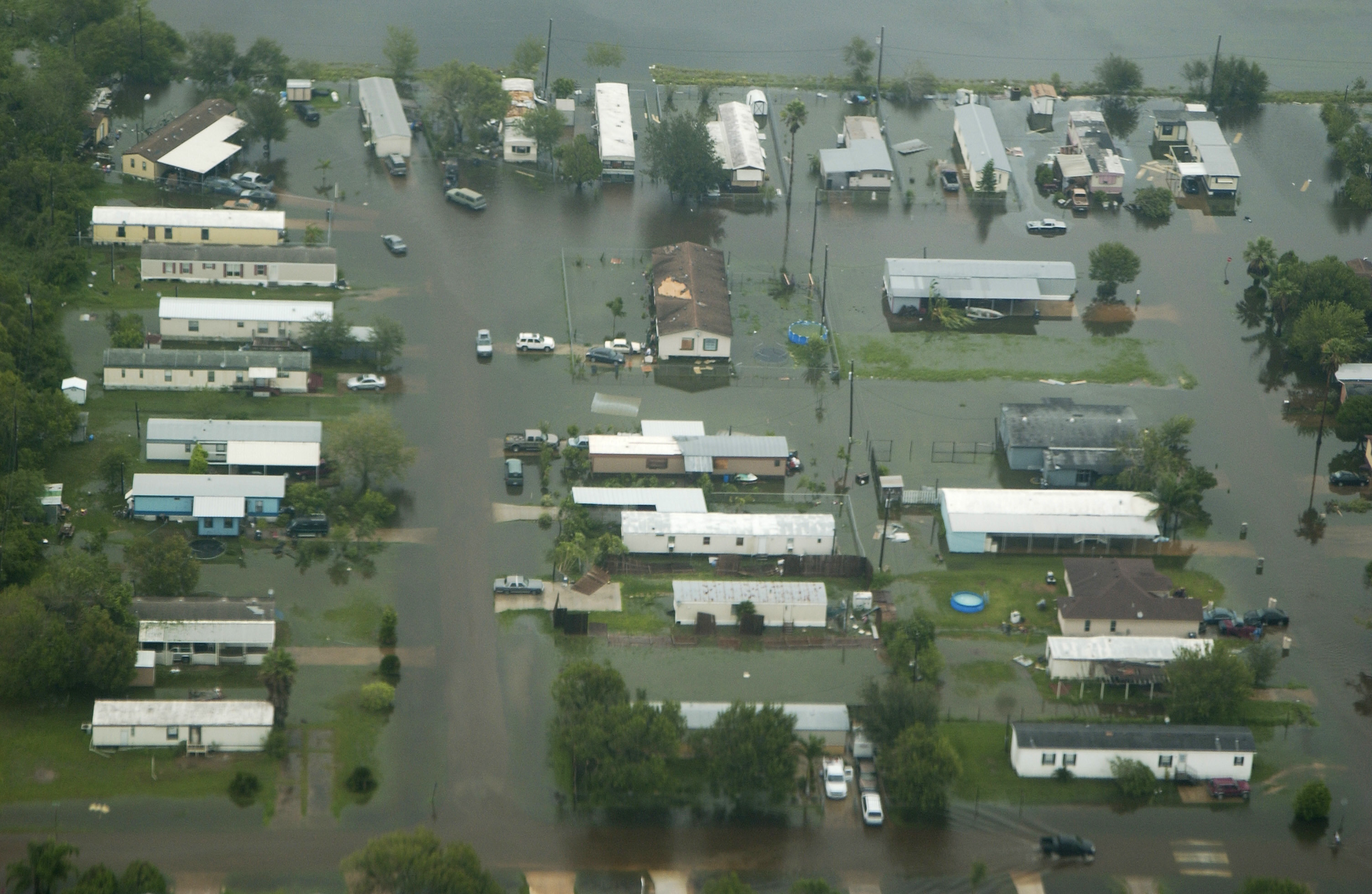
Enchentes no sul do Texas, imagem obtida de uma aeronave da Guarda Costeira dos Estados Unidos

Alguns efeitos distantes provocados por Dolly incluíam  fortes ondas e correntes de retorno no golfo do México. Uma pessoa foi morta e pelo menos outras nove tiveram que ser resgatadas em Panama City Beach, Flórida, como resultado de correntes de retorno causadas por Dolly. O sistema remanescente de Dolly também atingiu o sul e a região central do meio-oeste americano, incluindo Illinois, Indiana e Tennessee, além de algumas áreas do sul de Missouri, causando tempo severo e alguns danos.
Em Matamoros, Tamaulipas, México, linhas de alta tensão caíram na inundação e eletrocutaram um homem. O furacão causou a interrupção do fornecimento de eletricidade em 19 colônias (bairros mexicanos), e cerca de 125.000 pessoas ficaram sem eletricidade quando Dolly tocou a terra pela segunda vez. 111 colônias ficaram inundadas, sendo que 50 sofreram severas enchentes. A tempestade também derrubou árvores, outdoors e sinais de trânsito na cidade. Soldados resgataram uma família presa em sua residência perto da foz do rio Grande. Em 26 de julho, a área de baixa pressão remanescente de Dolly causou fortes chuvas em Ciudad Juárez, Chihuahua, causando deslizamentos de terra, enchentes e o colapso de uma igreja histórica, além da evacuação de numerosas colônias.  Os danos totais no México causados por Dolly são estimados em 300 milhões de dólares (valores em 2008).